# Michele Fedrigotti
Michele Fedrigotti (Milano, 10 maggio 1957) è un pianista, compositore, arrangiatore e direttore d'orchestra italiano.

## Biografia
Compie gli studi musicali presso il Conservatorio di Milano e si diploma giovanissimo in pianoforte e in clavicembalo con pieni voti e lode. Si diploma anche in composizione e direzione d’orchestra. Negli anni successivi svolge attività musicale come pianista, compositore, direttore d’orchestra. Il repertorio a cui si dedica è eterogeneo: spazia dalla musica antica alla musica contemporanea. Dedica un’attenzione particolare allo studio e all'approfondimento del pianismo di Fryderyk Chopin ed all’improvvisazione.
Svolge attività didattica dal 1976 al 1995 come docente di pianoforte principale presso la Civica Scuola di Musica di Milano; dal 1995 insegna pianoforte, e materie correlate, nel Conservatorio di Lecce, poi nel Conservatorio di Piacenza. Insegna nel Conservatorio di Ferrara, nel Conservatorio di Milano e infine nel Conservatorio di Alessandria e presso il Conservatorio di Novara, sua attuale sede d'insegnamento.
Dal 1997 all’agosto 2008 è stato direttore pedagogico e artistico dell’Accademia Vivaldi di Locarno (CH), scuola appartenente alla Federazione di Scuole di Musica del Ticino (FeSMuT).
Ha collaborato con enti istituzionali italiani ed internazionali fra cui il Teatro alla Scala, i Pomeriggi Musicali, l’Angelicum, l’Università Cattolica, Milano Classica, la Civica Orchestra di Fiati a Milano, il Comune di Milano,  il Teatro La Fenice di Venezia, il Festival dei Due Mondi di Spoleto, i Teatri Comunale di Bologna e di Firenze, il Teatro dell’Opera di Genova, il Teatro Regio di Parma, l’Autunno musicale di Como, il Teatro nazionale di Varsavia, il Wielki Teatr di Poznan, l’Orchestra sinfonica della Radio e Televisione rumena di Bucarest, l’Orchestra Filarmonica ceca di Praga, l’Orchestra Nazionale della Moldavia, la Royal Philharmonic di Londra, Telethon svizzera.
Ha collaborato in qualità di pianista in spettacoli di balletto con la “Compagnia Italiana di Balletto” di Carla Fracci e col Corpo di ballo del Teatro alla Scala. Ha lungamente collaborato come pianista ed arrangiatore con Franco Battiato, Giusto Pio e Alice nella realizzazione di spettacoli e nella registrazione di CD e LP. Ha collaborato a produzioni teatrali col Teatro Gioco Vita di Piacenza, col TAM, il Teatro Due di Parma, il CRT artificio, ed ha collaborato, tra gli altri, anche con Giuni Russo e gli attori Edmonda Aldini, Moni Ovadia, Ferruccio Soleri.
È presente come esecutore in prime rappresentazioni e incisioni di opere di musica contemporanea di autori quali L. Abatangelo, L. Chailly, F. Battiato, C. Galante, M. Tutino, R. Cacciapaglia, D. Lorenzini, L. Einaudi, E. Morricone, A. Nidi, A. Nunez Allauca, G. Pio, T. Rinesi. 
Dal 2014 è direttore artistico dell'Orchestra da Camera Milano Classica, un'istituzione milanese di lunga tradizione. 
È nipote del compositore italiano Luciano Chailly. 

## Composizioni
Come compositore è autore di una Cantata (Cristo e i Giudici, 1987), di brani da camera e per orchestra, e di musiche per il cinema ed il teatro. È autore della colonna sonora di “Il saxofono” 1991, film televisivo, regia di A. Barzini; di “La vita che vorrei”, film, regia di G. Piccioni , 2004; di Un'ora sola ti vorrei e Per sempre, documentari di Alina Marazzi, 2004, 2005; di “Giuseppe Moscati, l’amore che guarisce”, una miniserie televisiva per la regia G. Campiotti.
Si è spesso dedicato a produzioni per l’infanzia: sono sue le musiche di “Pepè e Stella” (2006) “Ranocchio” (2009), “Chien bleu” (2010), “Piccolo Asmodeo” (2012), spettacoli del Teatro Gioco Vita di Piacenza, e, con A. Tavolazzi e C. Sinigaglia, di “Sette veli intorno al re” (Sony music 2004), CD per bambini e genitori, con importante valenza benefica per Emergency, Ecar Mandabe ed i Tibetan children’s Villages, con la partecipazione come cantanti, tra gli altri, di F. Battiato, F. De Gregori, F. Guccini, F. Cigliano, M. Ovadia, F. Taher, N. Kekhog, S. Bollani, C. Taranto, don R. Simionato.
In occasione delle celebrazioni del bicentenario chopiniano del 2010, oltre a vari recital chopiniani, ha partecipato allo spettacolo “En attendant Chopin” prodotto dal Wielki Teatr di Poznan (Pl), replicato in più di trenta repliche in Polonia (Poznan e Wielkopolska), e all’Havana (Cuba), Buenos Aires (Argentina), Montevideo (Uruguay), Santander (Spagna). In occasione dell'inaugurazione della stagione 2010/11 di Milano Classica ha eseguito il Concerto per pianoforte e orchestra n. 1 in mi min. op. 11 di Chopin su un pianoforte a coda John Broadwood & Sons del 1849 in tutto e per tutto identico, nelle caratteristiche sonore e costruttive, fino al dettaglio dell’ornamentazione del mobile (il numero di serie data a pochi mesi di distanza la costruzione dei due strumenti), a quello usato da Fryderyk Chopin nella sua ultima tournée inglese.